# Parc zoologique d'Amnéville
Le parc zoologique d’Amnéville est un parc zoologique français du Grand Est situé entre Metz et la frontière avec le Luxembourg, près d'Amnéville. Le Parc zoologique d'Amnéville / Zoo d'Amnéville, en dépit de son nom, se situe sur la commune voisine d'Hagondange.
Environ 2000 animaux de 360 espèces y sont présentés sur 18 hectares, dont des gorilles et des orangs-outans.
Fondé et dirigé par Michel Louis depuis 1986, il est une société coopérative et participative jusqu'en 2020. Il devient alors une société par actions simplifiée, propriété du fonds d'investissement Prudentia Capital. Il est depuis dirigé par Albane Pillaire, en collaboration avec Michel Louis.
Faisant partie des zoos les plus fréquentés de France, il était, jusqu'en novembre 2020, le seul parc à présenter un spectacle de domptage de tigres, Tiger World, une particularité qui avait été largement dénoncée par les associations de protection des animaux. Bien que cette attraction lui ait permis d'accroître sa fréquentation, elle lui avait aussi valu d'être rétrogradé puis exclu de l'Association européenne des zoos et aquariums (EAZA). De plus, plusieurs autres scandales concernant la gestion du parc, ayant entraîné le changement de propriétaire, ont également été dénoncés ces dernières années. Le zoo redevient cependant membre de l'EAZA en octobre 2022 après la suppression du spectacle Tiger World.

## Historique
Le parc est créé le 28 juin 1986 par Michel Louis sous la forme d'une société coopérative et participative (SCOP), il est alors la propriété de ses salariés-coopérateurs. Il est implanté dans la vallée de la Moselle, entre Metz et la frontière franco-luxembourgeoise, sur la commune d'Hagondange, près d'Amnéville dont il tire son nom. Le projet de parc zoologique est alors fortement soutenu par le maire de la ville, Jean Kiffer.
En octobre 2015, alors que le parc bat son record de fréquentation grâce à Tiger World, spectacle de dressage de tigres, c'est cette même attraction populaire, décriée par des associations de protection des animaux, qui le fait rétrograder de « membre permanent » à « membre temporaire » pour un an au sein de l'Association européenne des zoos et aquariums (EAZA), à la suite d'une inspection.
Fin 2015, la direction annonce que le zoo risque d'être placé en redressement judiciaire, la société s'étant retrouvée déficitaire de 4,5 millions d'euros fin décembre. Les problèmes financiers du zoo ont largement été intensifiés par l'investissement massif dans l'attraction Tiger World, à l'origine de 20 millions d’euros de dettes supplémentaires. Malgré les demandes du zoo, un nouveau crédit lui a été refusé et trois des douze banques créancières ont refusé d’étaler ses précédents crédits sur dix ans, au lieu des sept prévus à l'origine. Le 6 janvier 2016, il est en effet placé en redressement judiciaire par le tribunal de commerce de Metz, avec une période d’observation de 6 mois. Fin 2018, la justice accorde au zoo un délai total élargi de 10 ans, soit jusqu'en 2026, pour régler une dette de 60 millions d'euros.
En décembre 2019, le parc demande à abandonner le statut de SCOP.
Le 3 janvier 2020, Michel Louis cède 82 % de ses parts au fonds d'investissement français Prudentia Capital, qui devient propriétaire du zoo,, et le sauve de la faillite. La chambre commerciale du Tribunal de Metz accepte le plan de reprise du fonds d'investissement, qui a mis 10 millions d'euros sur la table et obtenu en échange l'effacement de 40 millions d'euros de la dette, détenue par des banques. Tout risque de liquidation judiciaire est écarté.
Le 4 mai, le nouveau propriétaire nomme Anne Yannic à la présidence du parc zoologique qui sera en charge, selon lui, de « l’ensemble des fonctions de direction générale ». Ancienne directrice générale des marchés France, Belgique et Suisse du Club Méditerranée de 2008 à 2012, elle a également présidé le directoire de Paris City Vision avant d’assurer la direction générale de la société d’exploitation de la Tour Eiffel de 2016 à 2018.
Le 15 janvier 2021, Albane Pillaire devient la nouvelle présidente du Zoo d’Amnéville dans le cadre de la structuration entamée par Prudentia Capital. Spécialiste en gestion et transformation d’entreprises dans les secteurs du tourisme et de l’événementiel, elle est chargée de piloter les initiatives opérationnelles et stratégiques visant à moderniser le parc et à renforcer son positionnement en tant qu’acteur de la conservation et de la pédagogie mais également en tant que locomotive touristique du Grand Est.

## Installations et faune hébergée
Le parc zoologique d'Amnéville s’étend sur 18 hectares, et compte environ 2000 animaux,, notamment des gorilles, lycaons, ours polaires, tapirs, rhinocéros, lynx, éléphants, ou encore des lions blancs.
Le parc comporte un vivarium de 1 000 m2. Il propose un ensemble d'animations et de spectacles (otaries, rapaces).

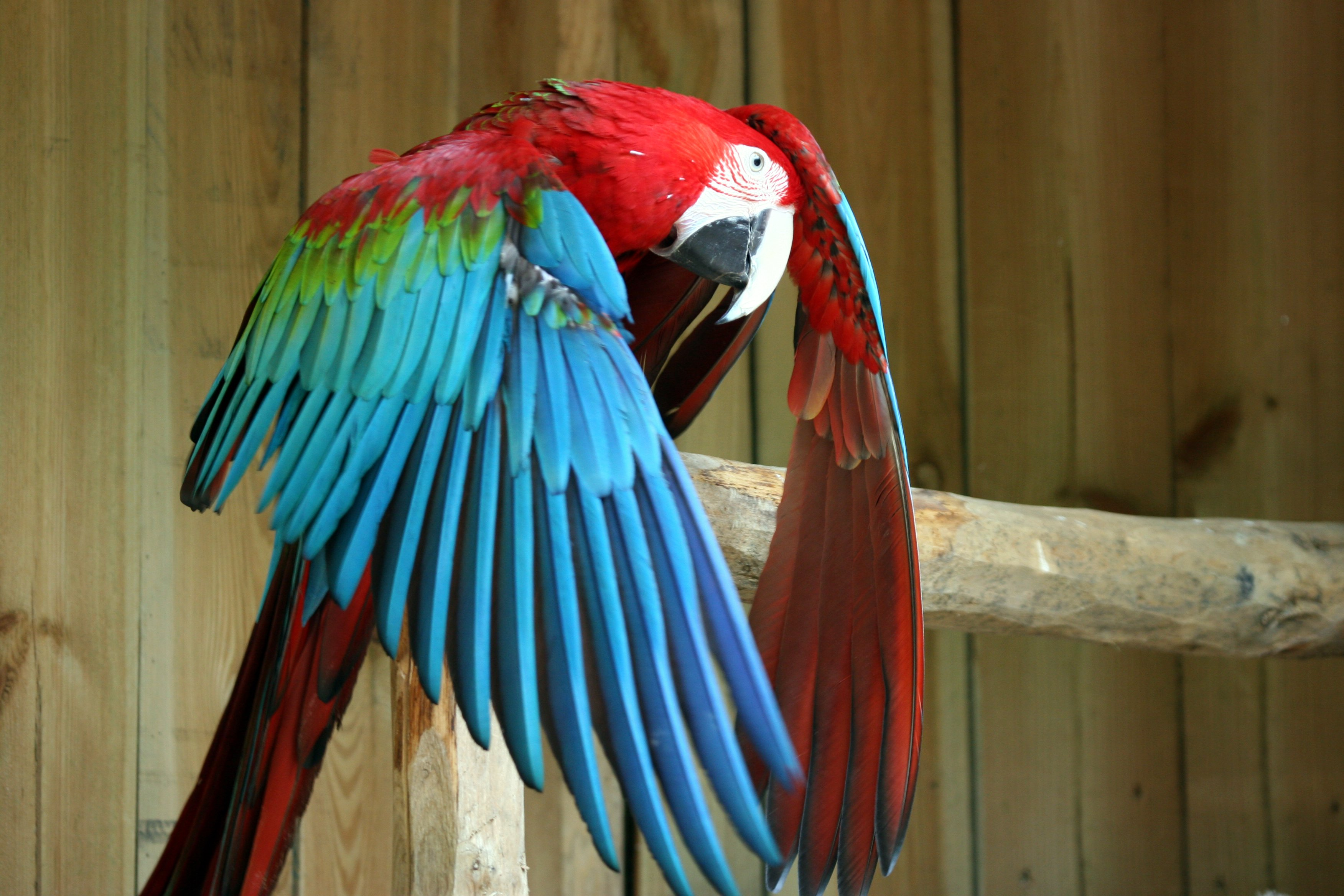
Ara chloroptère.
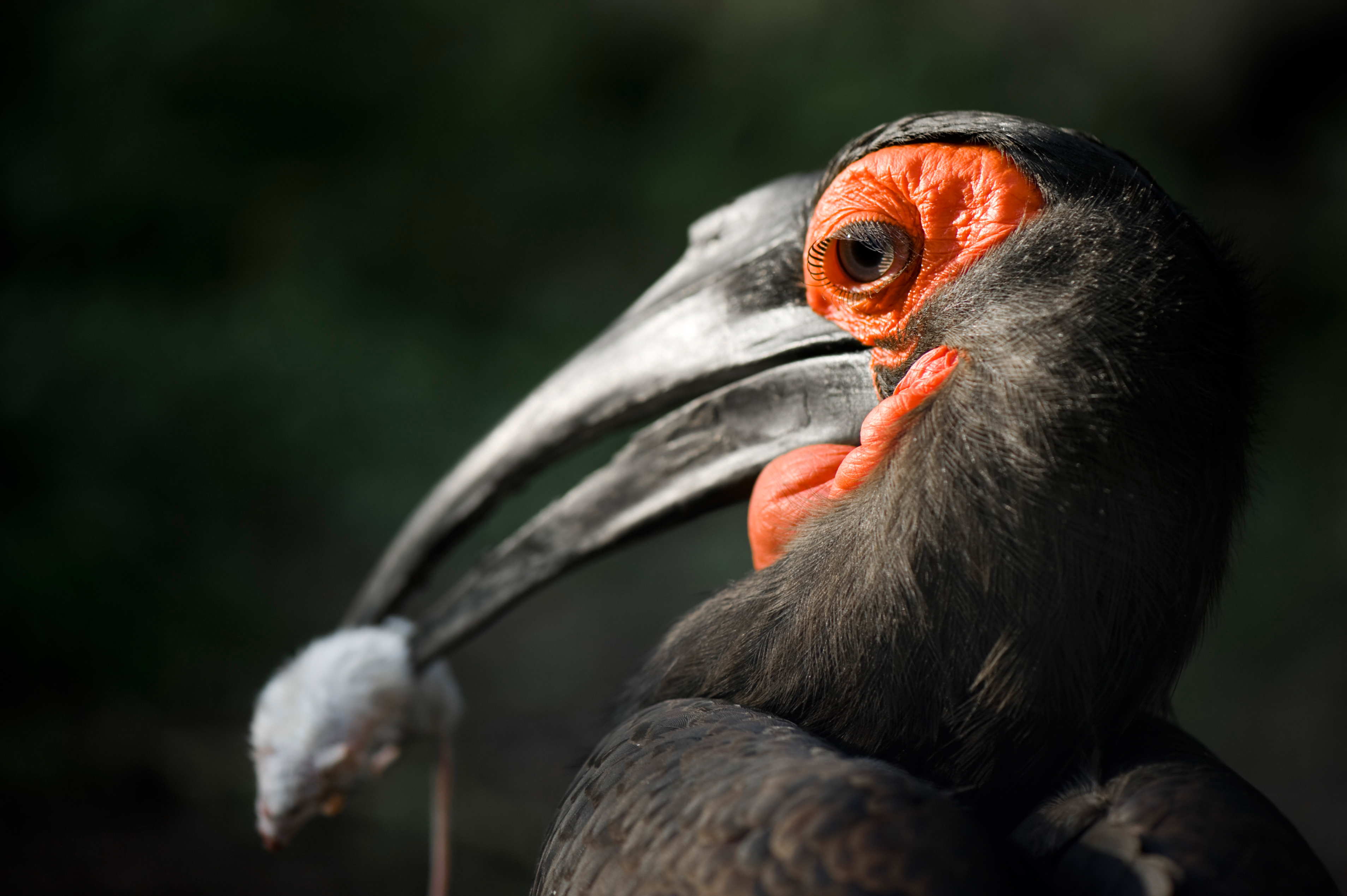
Bucorve du sud.
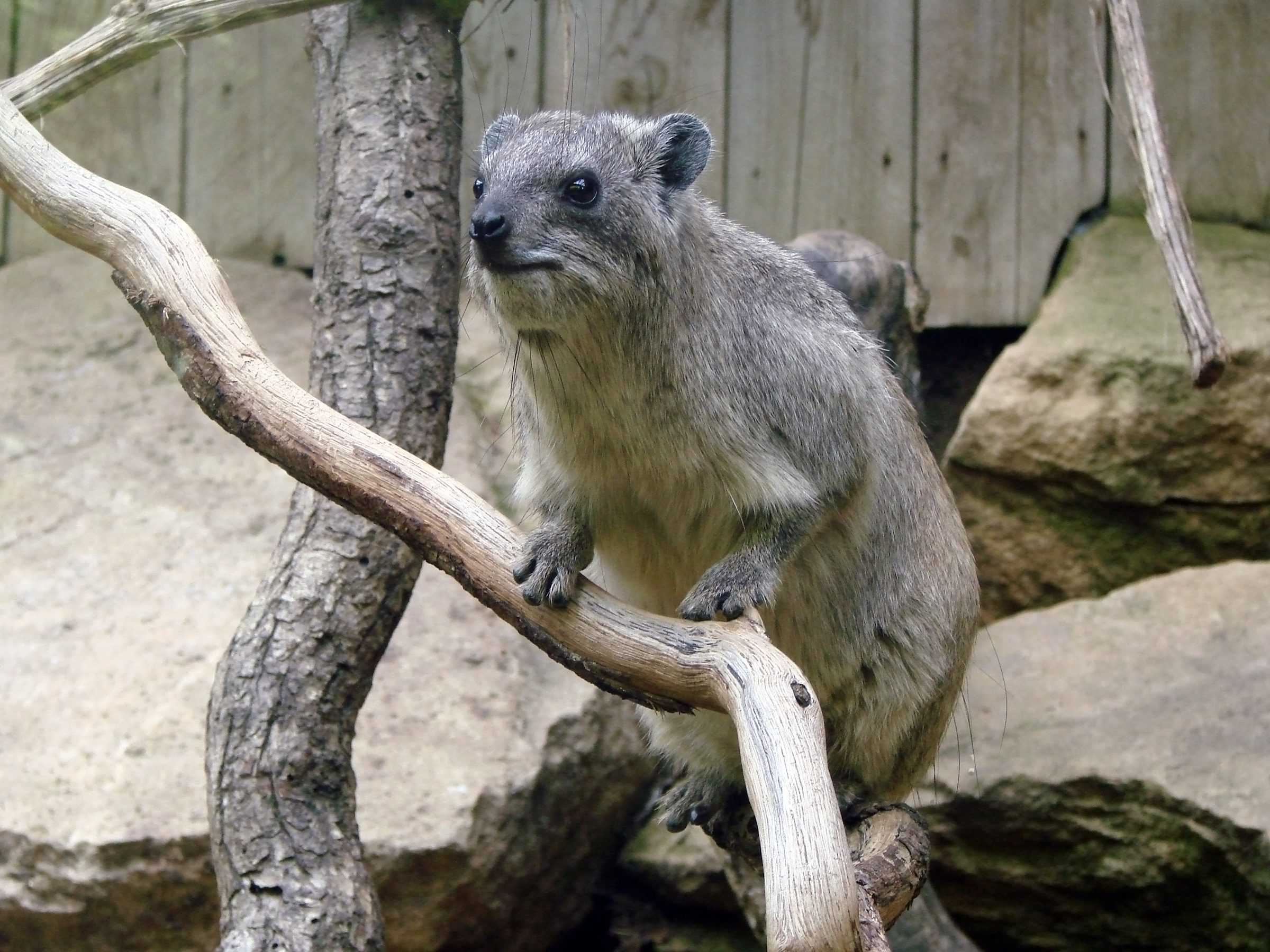
Daman des rochers.
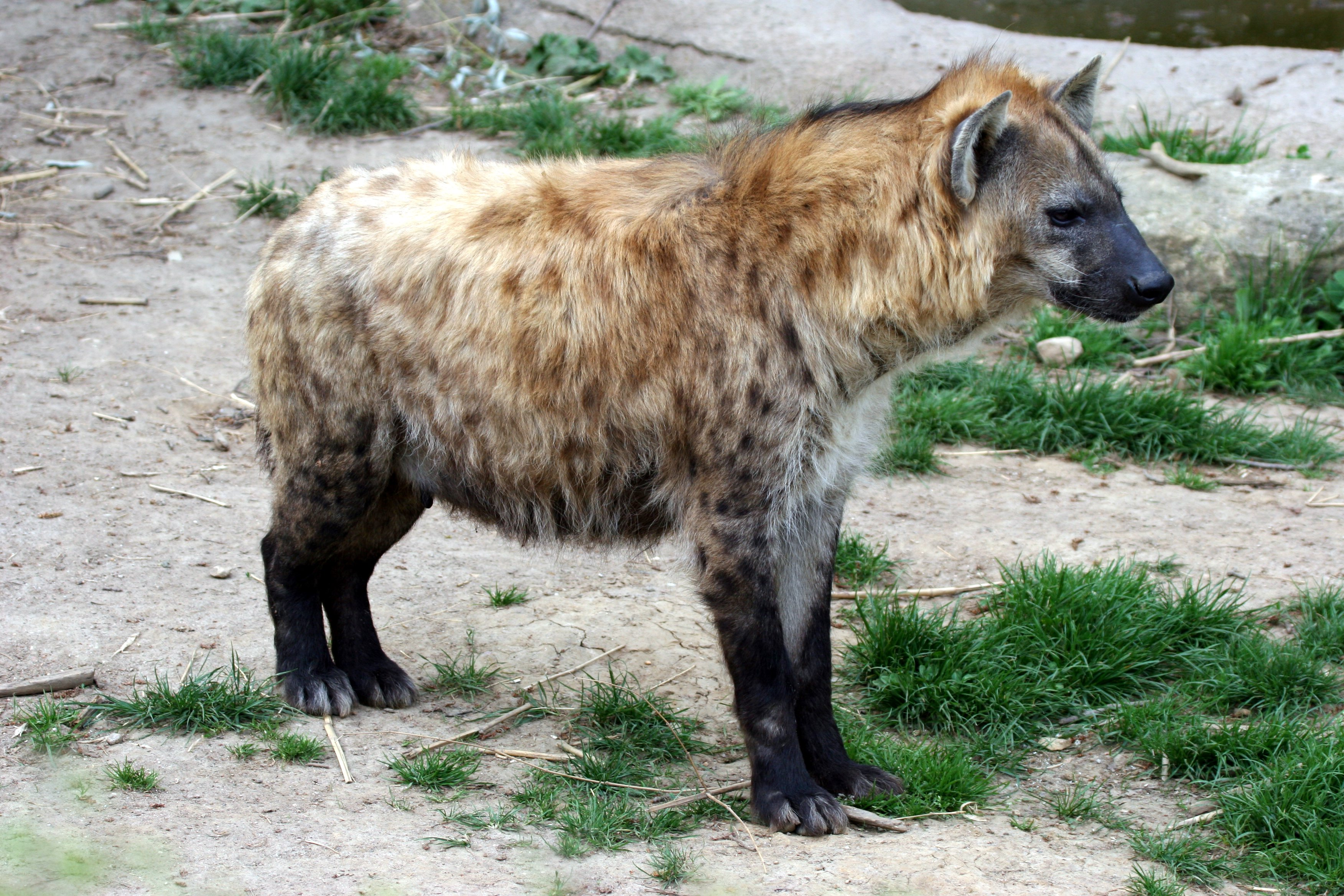
Hyène tachetée.
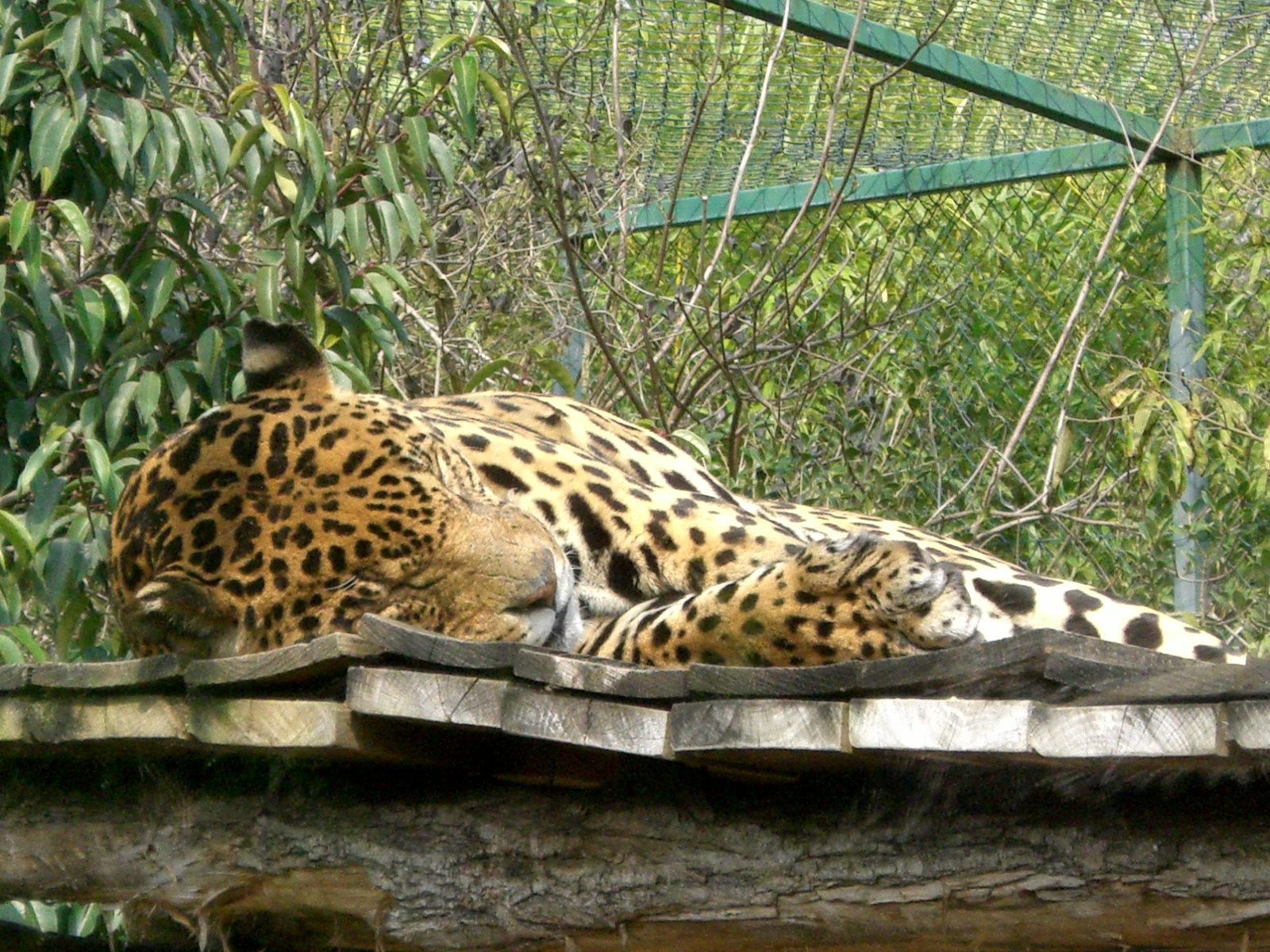
Jaguar dans son enclos.
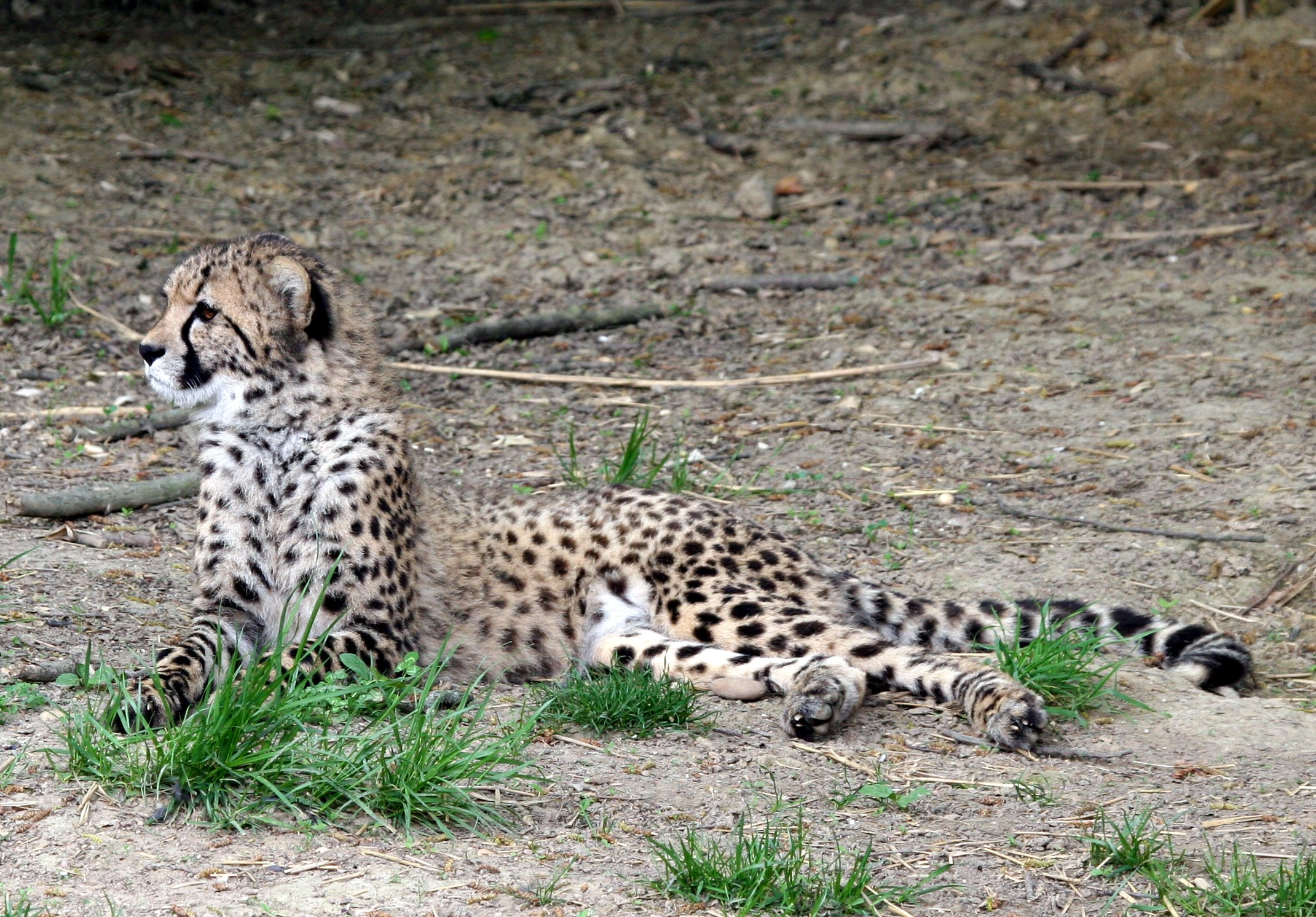
Guépard.
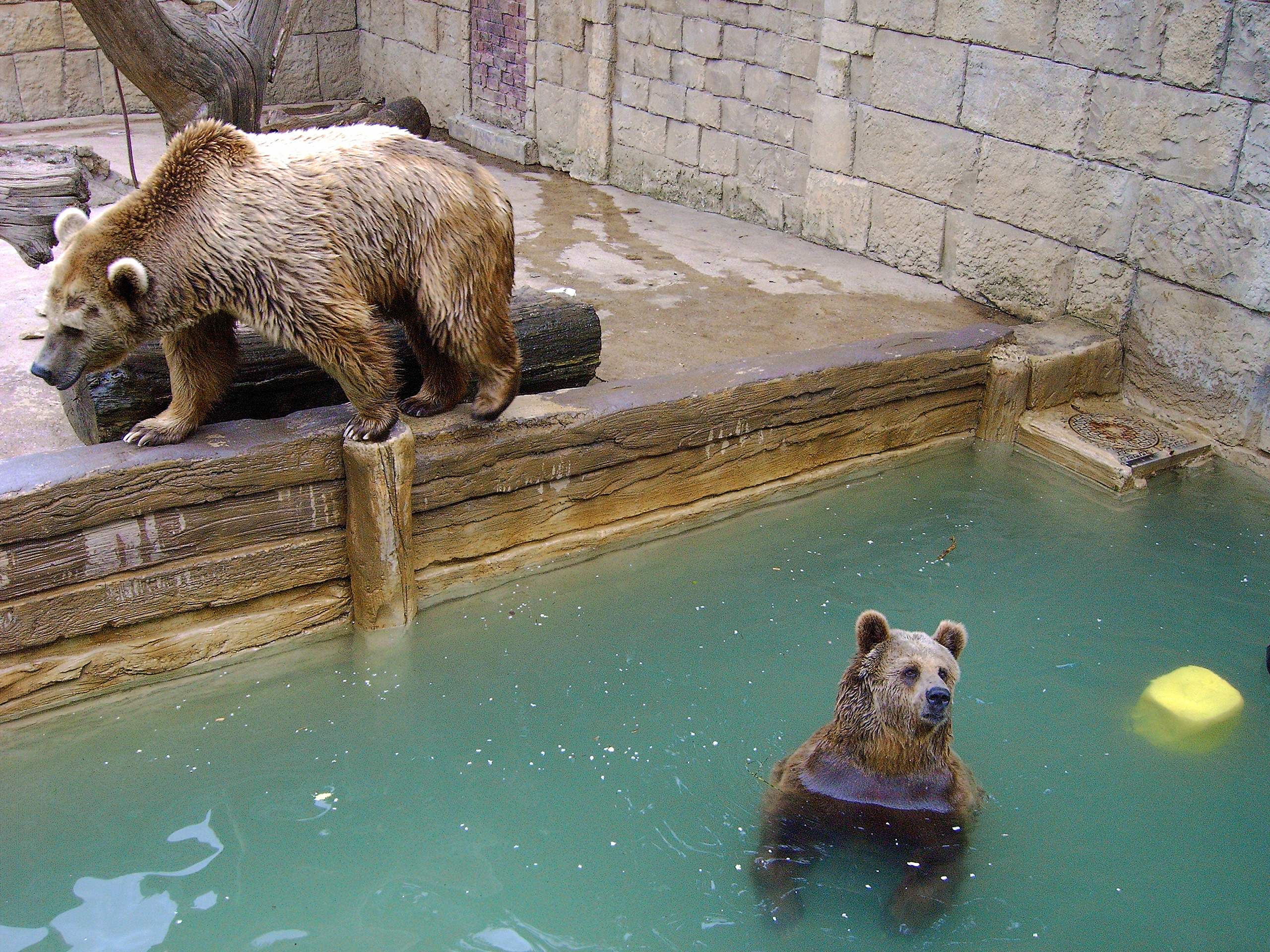
Ours bruns dans leur enclos (aujourd'hui supprimé et remplacé par la forêt des ours).

### Plaine africaine
La plaine africaine s'étend sur 3 hectares et présente notamment des girafes, qui cohabitent avec des zèbres, autruches, cobes de Lechwe, grues royales, et pintades de Numidie. Une nouvelle espèce a fait son arrivée sur la plaine à l'été 2024 : les antilopes rouannes. On peut y admirer également des éléphants d'Afrique, des hippopotames amphibies, ainsi qu'un groupe reproducteur de rhinocéros blancs du Sud, qui ont donné naissance à sept petits ces dix dernières années (en 2014, en 2016, en 2017, 2018, 2021 et deux en 2022).
Les bâtiments de nuit des éléphants, girafes et rhinocéros peuvent être visités. Le public peut y découvrir des petites espèces africaines comme la roussette d'Égypte, le fennec, mais aussi le galago du Sénégal, le calao à joues argentées, et d'autres reptiles.
D'autres espèces sont observables autour de ces installations : un groupe de mandrills, des tortues rayonées, des dik-diks de Kirk, des chats du désert, des servals mais aussi des lémuriens (maki catta et vari à ceinture blanche).

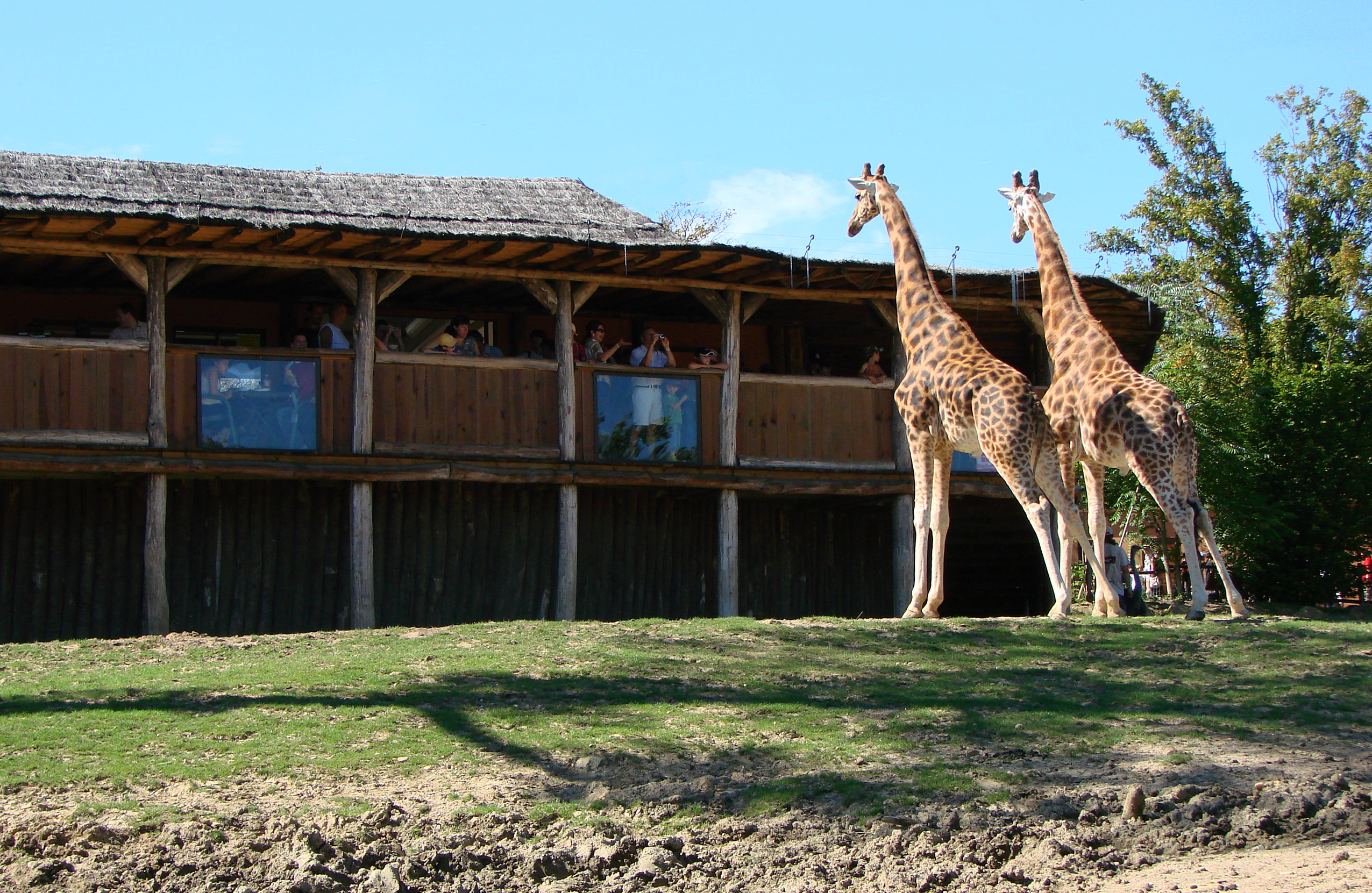
Enclos des girafes.
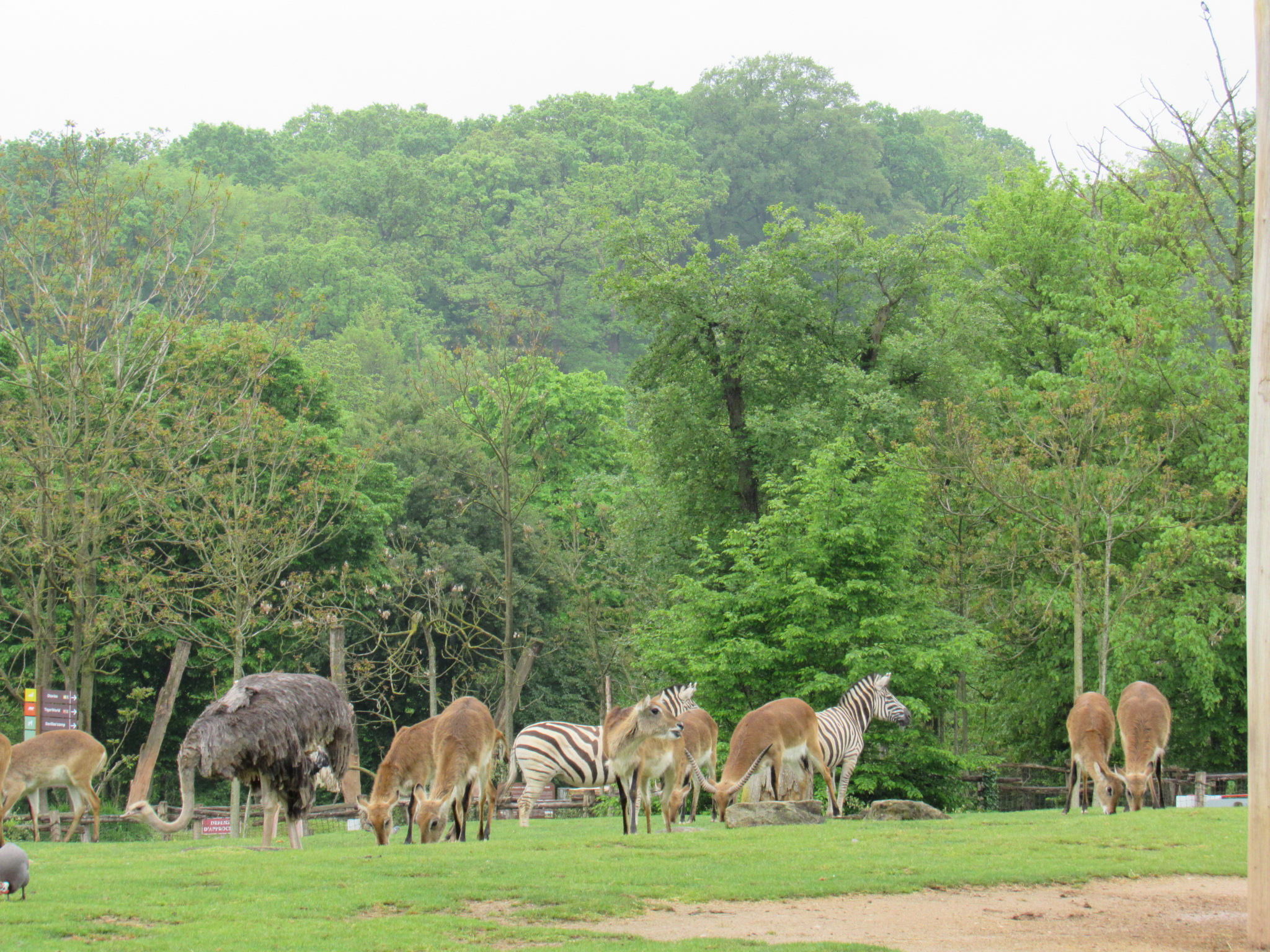
Plaine Africaine

### Baie de lions de mer
La Baie des lions de mer du zoo d'Amnéville est une installation dédiée à une quinzaine de lions de mer de Californie . Cette installation représente 2 600 000 litres d'eau, 45 mètres linéaires de vision sous-marine, deux bassins extérieurs d'une surface totale de 1 000 m2 et un bâtiment de 600 m2 sur deux niveaux avec 3 bassins intérieurs d'eau salée.
Un spectacle est présenté avec ces animaux.

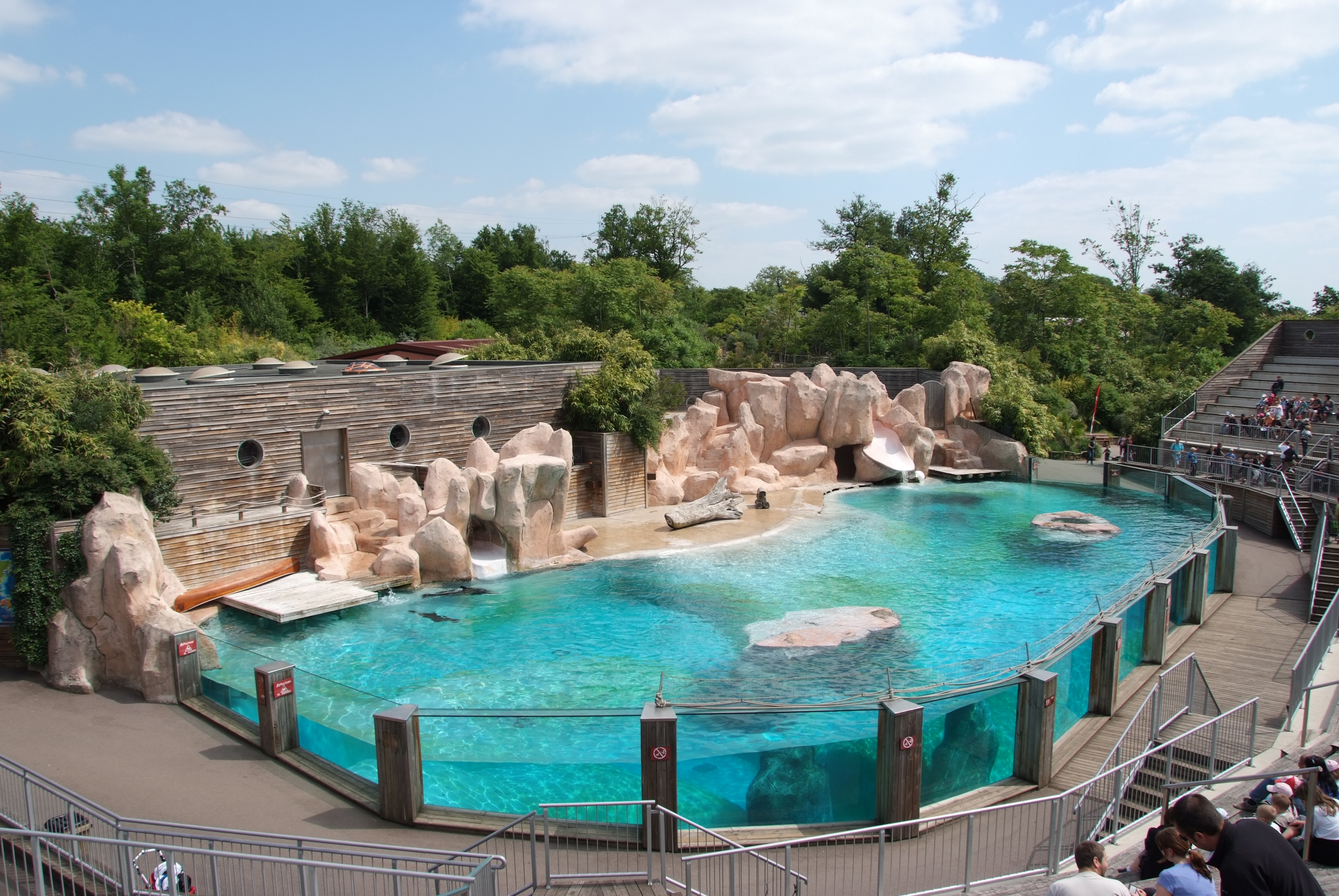
Les grands bassins des otaries

#### Amazone Jungle
Un vrai sentier de découvertes (jaguars, Tamarin, ouistitis, fourmiliers arboricoles, flamant du Chili, etc…)
Les espèces présentées dans cet espace :
Ibis rouge, Aigrette garzette, Tamarin Pinché à crête blanche, Jaguar, Flamant du Chili, Ouistiti à toupet blanc, Tamarin empereur, Saimiri boliviensis,Tamandua tetradactyla, Titi roux, Saki à face blanche et des Ouistitis pygmées.

#### Peruvia Bay
Un paradis tropical. La faune sud-américaine et les manchots de Humboldt.
La plaine sud-américaine avec des Tamanoirs , des Tapirs terrestres et des Nandous .

### Gorilla's Camp
Cet espace est conçu pour présenter deux groupes de mâles gorilles des plaines de l'Ouest, une sous-espèce classée en danger critique d'extinction. Cet espace a été agrandi en 2012. Les baies vitrées à travers lesquelles les visiteurs peuvent les observer mesurent 45 mm d'épaisseur. Les gorilles bénéficient de 2 000 mètres carrés d'espaces intérieurs représentant un village traditionnel congolais et d'un parc extérieur. Les installations ont représenté un investissement de 11 millions d'euros.
D'autres espèces sont présentées dans cet espace des Flamants nains et des Tortues sillonnées.
Ces animaux ont été pour la plupart placés au zoo d'Amnéville dans le cadre du programme européen pour les espèces menacées (EEP).
Actuellement, six mâles sont présentés en deux groupes. Lengai, Meru, Monza et Upala le premier groupe et N'goro et Akiki dans le deuxième espace.

### Vivarium tropical
Depuis 1997, le vivarium tropical présente un groupe de reptiles dont des crocodiles, lézards, varans, iguanes, tortues, des serpents comme des pythons, boas, anacondas, couleuvre à diadème, serpents royaux et plein d'autres encore dans cet espace fermé.
On peut citer comme espèces : Crocodile du Nil, Alligator d'Amérique (depuis 2024) Python réticulé, Cistude d'Europe, Python royal, Acrantophis madagascariensis, Iguane vert ou encore des Anacondas verts.

### Orang-Outan Jungle (Jungle asiatique)
Cet espace présente un groupe d'orangs-outans arrivé en 2007. Ils ne sont pas seul à y être présentés, en effet, d’autres singes y vivent : des siamangs et des Gibbon à mains blanches. Aussi des Loutre cendrée sont en cohabitation avec les Orangs-Outans.
Les singes disposent d'un bâtiment sur deux niveaux avec des salles emplies de jeux, hamacs et cordages. Les deux salles communiquent par des ouvertures, et les visiteurs peuvent suivre les déplacements des animaux depuis un balcon. Dans le bâtiment un groupe de Rats des nuages vivent dans un enclos intérieur.
L'enclos des géladas fait face à l'espace dédié aux orangs-outans.
Actuellement, quatre individus sont présentés, 2 femelles (Noah et Putri) et 2 mâles (Kawan et Pulco).

### Prédateurs du ciel
Les travaux de la zone des rapaces démarrent dès 2007. En effet, deux ans sont nécessaires pour construire les volières (de présentation et de travail) ainsi que les écuries et l'aire de spectacle, une arène médiévale de 2500 places. L'ouverture est faite en 2009, année de la première présentation du spectacle. La particularité de ce spectacle est d'être présenté à la fois à pied et à cheval, comme était pratiquée la fauconnerie dès le Moyen Âge lors de grands équipages de chasse. L'équipe se compose d'une dizaine de fauconniers, permanents et saisonniers. Environ tous les deux ans, la mise en scène du spectacle de fauconnerie équestre est renouvelée, toujours dans l'optique de présenter diverses espèces d'oiseaux de proie sur les près de 300 oiseaux que possède la fauconnerie. Il s'agit également de faire prendre conscience au public la nécessité des rapaces dans la nature et de présenter la préservation et les actions faites pour les rapaces. Le spectacle est présenté de fin mars - début avril jusqu'à fin octobre-début novembre, les rapaces profitant de la saison hivernale pour refaire leurs plumes. Deux types de volières sont construites : les volières de présentation et les volières de travail, ces dernières non visibles du public.

### Tiger World
En 2015, le directeur, Michel Louis, crée, en association avec un des plus jeunes dresseurs de France Rémy Flachaire un spectacle de dressage de tigres présenté au sein d'une attraction intitulée Tiger World. La salle de spectacle de 1 929 places, ainsi que les décors intérieurs et extérieurs sont réalisés par la société Atelier artistique du béton (AAB). Le décor est inspiré des temples d'Angkor de l'empire khmer au Cambodge. Ouverte depuis avril 2015, cette attraction accueille des spectacles de 45 min présentés une à quatre fois par jour, avec une dizaine de tigres. Le coût de construction de cet espace est de 14 millions d'euros.
Cependant, cette attraction est dénoncée par des associations et certains professionnels du secteur (du Parc des félins, notamment). En mai 2015 les associations Code animal et Aves France demandent à l'Association européenne des zoos et aquariums (EAZA) de radier le zoo d'Amnéville de la liste de ses membres, arguant que cette attraction est contraire à l'éthique exigée par cette association de parcs zoologiques. La directrice exécutive de l'EAZA, Myfanwy Griffith, leur répond qu'elle a déjà signifié à la direction du zoo « qu’elle ne pouvait pas accepter la construction d’un équipement de cirque au sein d’un parc membre ». En octobre, elle le rétrograde de membre permanent à membre temporaire pour un an,. Ce statut de membre temporaire pour un an signifie que le zoo ne satisfait plus aux normes requises pour être membre permanent et que sa capacité à accéder à nouveau au statut de membre permanent sera jugée dans un délai d'un an. Seuls les membres permanents peuvent siéger au conseil de l'EAZA. En 2017, le zoo n'apparaît plus sur la carte interactive des membres de l'EAZA.
Le spectacle est finalement supprimé en novembre 2020 après l'arrivée d'Anne Yannic à la direction du parc,. L'EAZA prononce alors la réintégration du zoo d'Amnéville en octobre 2022,,,,.

### Forêt des ours
Ouverte en avril 2017, la Forêt des ours est un espace de 3 000 m2 qui accueille trois ours bruns.

### Le territoire des félins
Cette zone est consacrée aux félins du monde entier, on peut y voir : Léopard de l'Amour, Panthère de Perse, Panthère noire (animal), Puma, Lion blanc, Lion d'Afrique, Tigre blanc, Panthère des neiges et des Caracal.
D'autres espèces complètent cette zone : Atèle de colombie, Binturong, Effraie des clochers, Bucorve d'Abyssinie, Flamant rose, Raton laveur, Loriquet arc-en-ciel, Lori noira, Mangouste rayée, Macaque crabier et Tortue de Floride.

## Festival Luminescences[32]
Depuis octobre 2022 le zoo présente pendant la saison hivernal un festival de lanterne. Avec un parcours de 1,4 km et plusieurs univers sont représentés.
Pour la 1ère édition (2022-2023) 6 univers : Les Mystères de la nuit, le Potager en folie, Le jardin sous marin, le sanctuaire des airs, Nos amis les petites bêtes et le Pays des rêves
Et pour la 2e édition (2023-2024) 9 univers : Welcome to paradise, Tropical plaza, Paradise mysteries, Rainbow dreams, Flowers and birds, What a wonderful world, Tropical garen, Magic beach et Undersea paradies.
La 1ère édition a accueilli 113 452 visiteurs. 

## Conservation des espèces
En 2015, la direction du zoo a enregistré une soixantaine de naissances, dont plusieurs espèces en danger. Le parc participe à plusieurs programmes européens pour les espèces menacées (EEP) mais n'en coordonne pas.
Le directeur affirme consacrer environ 500 000 euros par an à une vingtaine d'associations qui œuvrent pour la conservation de la nature, in situ.

## Économie et gestion
| Année | Visiteurs | Année | Visiteurs |
| ----- | --------- | ----- | --------- |
| 1986  | 95 000    | 1991  | 204 000   |
| 1997  | 352 000   | 1999  | 401 000   |
| 2002  | 560 000   | 2003  | 560 000   |
| 2004  | 520 000   | 2005  | 560 000   |
| 2006  | 484 000   |       |           |

| Année | Visiteurs | Année | Visiteurs | Année | Visiteurs |
| ----- | --------- | ----- | --------- | ----- | --------- |
| 2010  | 590 900   | 2013  | 584 406   | 2016  | 521 240   |
| 2011  | 617 023   | 2014  | 608 846   | 2018  | 400 000   |
| 2012  | 701 000   | 2015  | 631 000   | 2021  | 252 000   |
| 2022  | 356 568   | 2023  | 453 000   | 2024  | 450 000   |
| 2025  |           |       |           |       |           |

En janvier 2016, la société est placée en redressement judiciaire par le tribunal de commerce de Metz, sa fréquentation chute à 521 240 visiteurs.
Le zoo réalise un chiffre d'affaires moyen d'environ 16 millions d'euros par an, pour un bénéfice net d'environ 1 million d'euros.
En 2020, la société a été rachetée en majeure partie par Prudentia Capital.

## Controverses
En décembre 2019, une enquête publiée par France Bleu Lorraine Nord relève différentes pratiques douteuses au sein du zoo d'Amnéville. Le parc, alors endetté, aurait essayé en juillet 2018 de se débarrasser du cadavre d'un ours polaire en l'envoyant dans un site de retraitement des déchets qui traite les restes des restaurants. Le cadavre d'un lion aurait déjà été envoyé dans ce site de traitement des déchets.
De plus, le parc zoologique, dans lequel un fichage des salariés et des clients, serait effectué, est attaqué par 120 salariés au conseil de prudhommes. Il est également reproché au zoo d'avoir déverser des eaux usées dans la forêt et d'avoir gonflé volontairement le nombre de visiteurs par an. Directeur du site en 2019, Michel Louis nie cependant l'existence du fichage et affirme que tous les animaux morts étaient bien envoyés à l'équarrissage, et non enterrés en forêt.